# Ssangmun-dong
Ssangmun-dong ( hangul: 쌍문동  ) é um dong (bairro) do distrito de Dobong, Seul, Coreia do Sul.

## Nome
O nome do bairro significa literalmente duas portas e vem do fato de a região costumava ter duas yeolnyeomun — uma porta especial premiada a uma yeolnyeo (ou "mulher virtuosa").

## Na cultura popular
O local foi usado em muitos shows sul-coreanos porque a área já foi lar de muitos prédios e vielas antigas, e é caracterizada como um lugar onde vivem pessoas muito pobres. Isso facilita para os escritores criem histórias do estilo “da pobreza à riqueza” e comunicar uma sensação de intimidade ao público e um lugar  nostálgico. O local foi popularizado internacionalmente pelo drama coreano Reply 1988 de 2015 e pela série de sucesso da Netflix de 2021, Squid Game, onde foi o lar de Seong Gi-hun e seu amigo de infância Cho Sang-woo .
- Dooly o Pequeno Dinossauro[6]
- Diário da Velha Senhorita[7]
- Resposta 1988[8]
- Jogo de Lula[5]
- O Povo do Banho[7]
- Yeongsimi[9]

## Links externos
- Mapa do distrito de Dobong[ligação inativa]